# أبو الهول في منف

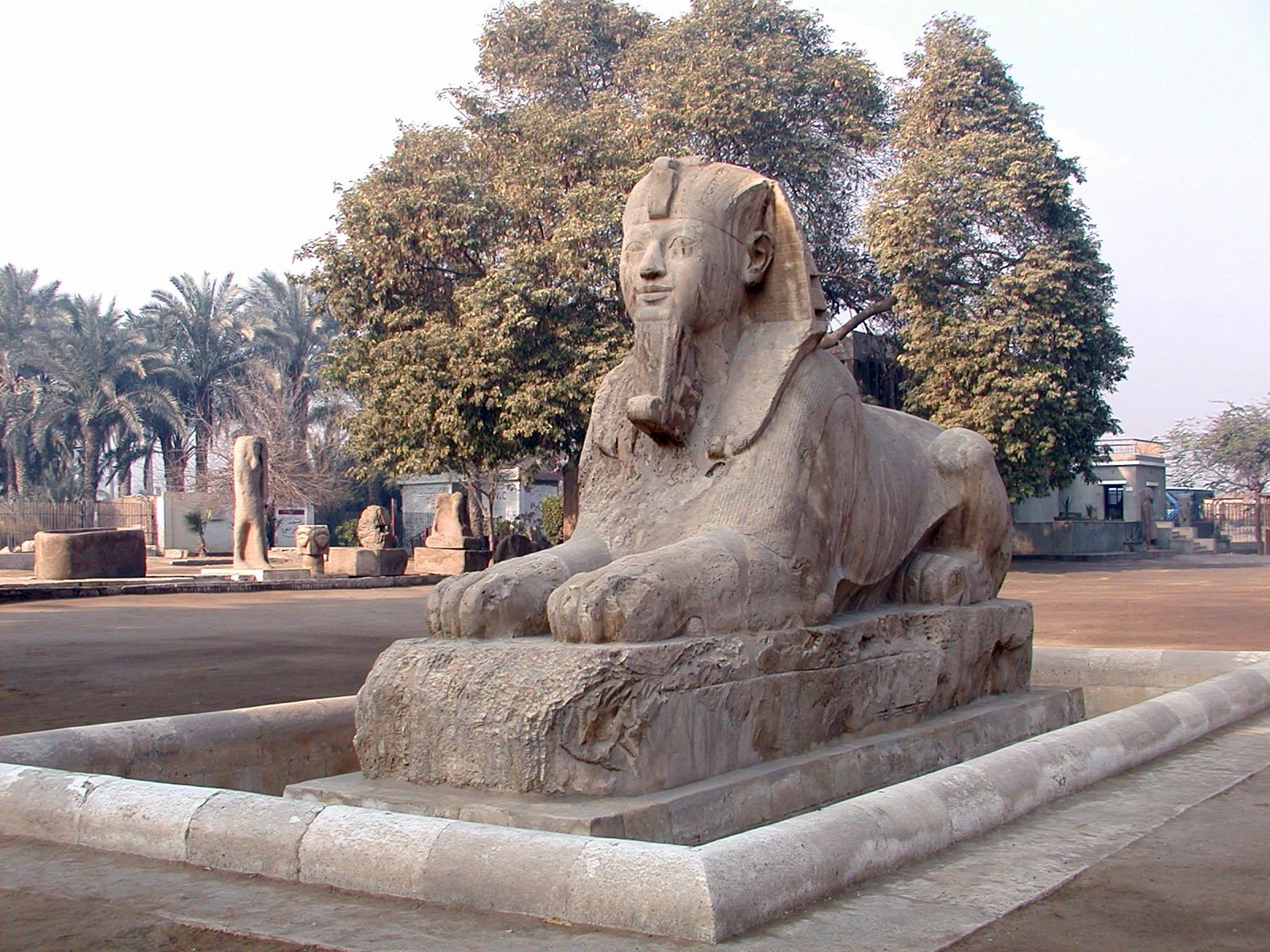
أبو الهول في منف

أبو الهول في منف هو تمثال حجري يقع بالقرب من بقايا منف، مصر. يُعتقد أن النحت حدث بين 1700 و 1400 قبل الميلاد، خلال الأسرة المصرية الثامنة عشر.  من غير المعروف أي ملك يتم تكريمه ولا توجد نقوش تزود بالمعلومات. تشير ملامح الوجه إلى أن أبو الهول يكرم حتشبسوت أو أمنحتب الثاني أو أمنحتب الثالث، عثر عليه بالقرب من معبد بتاح.

## الاكتشاف
كان أبو الهول موجودًا في الأصل بجوار تمثال رمسيس الثاني، على الجانب الجنوبي لمعبد بتاح العظيم، - «سيد السحر»، إله الخالق في الأساطير المصرية، «سيد البناء»، مخترع العمل، راعي المهندسين المعماريين والحرفيين. كما كان له الفضل في قوة الشفاء، وهو معبد يقع بدوره في منف، عاصمة المملكة المصرية القديمة ومقاطعة في مصر السفلى. كانت تقع جنوب دلتا النيل، في المنطقة الواقعة بين مصر السفلى والعليا.
تم اكتشاف تمثال أبو الهول المرمر في عام 1912 عندما اكتشف أحد المنتسبين من المدرسة البريطانية في أمريكا شيئًا منحوتًا بشكل فريد يبرز من تل رملي. لم يكن التنقيب مفيدًا حتى الآن في الموسم، ولكن بعد مرور عام في عام 1913، أظهر الحفر أن القطعة كانت ذيل أبو الهول.

## التكوين
يشار إلى تمثال أبو الهول في منف أيضًا باسم أبو الهول المرمر في منف ، أو أبو الهول الكالسيت. هذه الأسماء مشتقة من الحجر الأبيض المصفر المسمى الكالسيت والذي يشبه إلى حد بعيد المرمر. الكالسيت مادة بسيطة وقياسية على الأرض وقد تم تعدينها لعدة قرون. كان هذا المورد الطبيعي يعتبر جميلًا وتم قبوله في مصر القديمة لوجود ارتباط شمسي صوفي.  تمثال أبو الهول المرمر في منف هو أكبر تمثال كالسيت تم اكتشافه على الإطلاق.
يبلغ طول تمثال أبو الهول في منف 8 أمتار (26 قدمًا) وارتفاعه 4 أمتار (13 قدمًا)، وهو أصغر بكثير من تمثال أبو الهول بالجيزة. في هذه الأبعاد، يقدر وزنها بحوالي 90 طنًا. وهو مدعوم بمؤسسة تجعله يبدو وكأنه يرتفع من الرمال. من غير المعتاد على وجه الخصوص حول تمثال أبو الهول في منف التصدعات الموجودة على جانبه الأيسر، وهي غير شائعة في الآثار المصرية.

## معلومات أخرى
مع مرور السنين على إنشاء أبو الهول، دمر الناس معابد منف، وكان تمثال أبو الهول في منف أحد الروائع القليلة التي نجت من هذا النهب. كما عُرض هذا التمثال خلال فترة وجوده بالقرب من معبد تكريما لبتاح. كان بتاح هو خالق الدنيا للمصريين.